# Tarabulida ephippiata
Tarabulida ephippiata es una especie de arácnido  del orden Solifugae de la familia Daesiidae.

## Distribución geográfica
Se encuentra en Libia (África del Norte).